# João Mário Grilo
João Mário Grilo, né le 8 novembre 1958 à Figueira da Foz, est un réalisateur, scénariste et critique de cinéma portugais.

## Biographie
Alors qu'il est encore élève au lycée de Figueira da Foz, il tourne ses premiers films en Super 8 et assiste dès l'âge de 15 ans au festival international annuel du film de sa ville natale. Pendant ses études d'économie à l'université de Coimbra, il participe à des ciné-clubs et dirige déjà un groupe d'études cinématographiques académiques en 1976-1977. En 1978, il soumet un projet de long métrage Super-8 à l'Instituto Português de Cinema (IPC, aujourd'hui Instituto do Cinema e Audiovisual (pt)), l'organisme public de promotion du cinéma, et obtient la première aide publique pour ce format au Portugal. Après avoir reconnu la qualité du film Maria, l'IPC a ensuite encouragé le formatage du film en 16 mm.
Grilo abandonne ensuite ses études à Coimbra et commence des études de sociologie à l'Institut universitaire de Lisbonne (ISCTE). Vers la même époque, il devient critique de cinéma pour le Jornal de Letras (pt) et réalise son deuxième long métrage, A Estrangeira (pt) (1982). Son troisième film, Le Procès du roi (1990), avec une photographie d'Eduardo Serra, a reçu les éloges de la critique, notamment pour sa composition visuelle réussie, qui s'inspirait des tableaux de l'époque pour l'intrigue historique de la déposition forcée du roi Alphonse VI (1667).
Parallèlement à son travail de réalisateur, Grilo a été reconnu pour son travail universitaire. Il a obtenu son doctorat à l'Université nouvelle de Lisbonne avec une thèse sur « L'ordre au cinéma » (publiée en 1993) et, dans le cadre de son enseignement à l'université, il est particulièrement engagé dans le domaine de recherche interdisciplinaire Nouveaux médias / Médias sociaux et la Philosophie du cinéma. Parallèlement, il a tenu pendant des années une chronique hebdomadaire dans le magazine Visão (pt), dans laquelle il s'est également exprimé publiquement sur des thèmes sociaux et des critiques du capitalisme.
Ses deux cinéastes préférés sont Manoel de Oliveira et Jean-Luc Godard.

## Accueil public et critique de son œuvre
Ses films ont été présentés dans différents festivals (notamment la Berlinale, le Festival du film de Locarno, Caminhos do Cinema Português (pt) à Coimbra, la Mostra de Venise, le Festival du film de Toronto) et ont reçu quelques prix. Son œuvre a reçu l'attention de la critique, mais pas celle du public. Ses films se caractérisent par une grande précision, une grande rigueur et un grand sérieux, et font presque totalement l'impasse sur l'humour et les histoires d'amour qui attirent le public. Son œuvre est cependant reconnue par les cinéphiles, y compris au niveau international,. Dans son travail académique reconnu, il s'occupe également le plus souvent du thème du cinéma et des nouveaux médias. Tout en évoluant, il s'inscrit ainsi directement dans la tradition du Novo Cinema et de sa conception exigeante du cinéma et de sa mission sociale, loin des aspects commerciaux.

## Filmographie
- 1979 : Maria
- 1983 : A Estrangeira (pt)
- 1990 : Le Procès du roi (O Processo do Rei)
- 1993 : O Fim do Mundo (pt)
- 1995 : Saramago: Documentos (documentaire télévisé)
- 1996 : Les Yeux d'Asie (pt) (Os Olhos da Ásia)
- 1998 : Loin des yeux (pt) (Longe da Vista)
- 2000 : 451 Forte
- 2002 : A Falha
- 2003 : Prova de Contacto (documentaire)
- 2008 : O Tapete Voador (documentaire)
- 2009 : Duas Mulheres (pt)
- 2012 : A Vossa Casa (documentaire)
- 2016 : A Vossa Terra (documentaire)
- 2017 : Escrita Íntima  (documentaire)
- 2017 : Não Esquecerás (court métrage)
- 2020 : Vieirarpad (documentaire)